# Sammi Cheng
Sammi Cheng, de son vrai nom Cheng Sau-man (鄭秀文, née le 19 août 1972), est une actrice et chanteuse hongkongaise. Elle est l'une des chanteuses ayant vendu le plus d’albums de Hong Kong, avec plus de 25 millions d'albums vendus dans toute l'Asie-Pacifique. Dans les années 1990, elle était surnommée par les médias la « Reine de la cantopop » et la « Diva » (天后, litt. « Reine céleste »).

## Carrière
Elle a commencé sa carrière à l'âge de 16 ans après un passage au New Talent Singing Awards, un concours annuel de chant, en 1988. Malgré une troisième place, la maison de disques Capital Artists lui a proposé un contrat d'enregistrement en raison de son potentiel. Elle a sorti 3 albums studio avant de terminer ses études : "Sammi" en 1990, "Holiday" en 1991 et " Never Too Late" en 1992.
En 2009, elle a sorti son premier album gospel "Faith" .
Elle a sorti plus de 80 albums studio, 10 albums de concerts, plus de 130 singles ainsi que plus de 30 reprises, a reçu environ 200 récompenses, allant de celles d'actrice à chanteuse, est apparu dans plus de 30 films dont beaucoup ont été des succès au box-office, a joué dans 7 séries télévisées, et tenu environ 200 concerts en plus de 12 tournées. Elle est l'une des artistes féminines ayant effectué le plus grand nombre de concerts au Hong Kong Coliseum, exactement 102.

## Vie privée
Elle est devenue chrétienne évangélique et a été baptisée en 2007. En 2008, elle est devenue bénévole et ambassadrice pour World Vision.

## Filmographie
- 1992 : Best of the Best (Fei hu jing ying zhi ren jian you qing), de Herman Yau
- 1996 : Feel 100% (Baak fan baak gam gok), de Joe Ma
- 1996 : Feel 100%... Once More (Baak fan baak ngam Feel), de Joe Ma
- 1997 : Killing Me Tenderly (Oi nei oi do saat sei nei), de Lee Lik-chi
- 1998 : The Lucky Guy (Hung wan yat tew loong), de Lee Lik-chi
- 2000 : Needing You... (Goo laam gwa lui), de Johnnie To et Wai Ka-fai
- 2000 : Summer Holiday (Ha yat dik mo mo cha), de Jingle Ma
- 2001 : Wu Yen, de Johnnie To et Wai Ka-fai
- 2001 : Fighting for Love (Tung gui mat yau), de Joe Ma
- 2001 : Love On a Diet (Sau san naam neui), de Johnnie To et Wai Ka-fai
- 2002 : The Monkey King (Chai tin dai sing suen ng hung) (série télévisée)
- 2002 : Marry a Rich Man (Ga goh yau chin yan), de Vincent Kok
- 2002 : My Left Eye Sees Ghosts (Ngo joh aan gin diy gwai), de Johnnie To et Wai Ka-fai
- 2002 : Infernal Affairs (Mou gaan dou), d'Andrew Lau et Alan Mak : Mary
- 2003 : Love for All Seasons (Baak nin hiu gap), de Johnnie To et Wai Ka-fai
- 2003 : Love Under the Sun
- 2003 : Infernal Affairs 2 (Mou gaan dou II), d'Andrew Lau et Alan Mak : Mary (dans la toute dernière scène)
- 2003 : Good Times, Bed Times (Luen seung lei dik chong), de Chan Hing-ka et Patrick Leung
- 2003 : Infernal Affairs 3 (Mou gaan dou III), d'Andrew Lau et Alan Mak : Mary
- 2004 : Magic Kitchen (Moh waan chue fong), de Lee Chi-ngai
- 2004 : Yesterday Once More (Lung fung dau), de Johnnie To
- 2005 : Everlasting Regret (Changhen ge), de Stanley Kwan
- 2008 : Lady Cop & Papa Crook : Molline Szeto
- 2012 : Romancing in Thin Air
- 2013 : Blind Detective, de Johnnie To et Wai Ka-fai
- 2014 : Temporary Family, de Charlotte
- 2015 : Triumph in the Skies
- 2017 : Love Contractually, de Katrina
- 2019 : Fagara
- 2022 : Lost Love de Ka Sing-fung

## Discographie
| Year | Noms cantonais                     | Noms anglais                                                  | Langage                        | Type                                                  |
| ---- | ---------------------------------- | ------------------------------------------------------------- | ------------------------------ | ----------------------------------------------------- |
| 1990 | sammi                              | sammi                                                         | Cantonais                      | Album                                                 |
| 1991 | Holiday                            | Holiday                                                       | Cantonais                      | Album                                                 |
| 1992 | Never Too Late                     | Never Too Late                                                | Cantonais                      | Album                                                 |
| 1992 | 火熱動感                           | Fiery Motion                                                  | Cantonais                      | Collaboration avec Aaron Kwok, Edmond Leung, Andy Hui |
| 1993 | 快樂迷宮                           | Happy Maze                                                    | Cantonais                      | Album                                                 |
| 1993 | 大報復                             | Big Revenge                                                   | Cantonais                      | Nouvelles chansons + Greatest Hits                    |
| 1994 | 十誡                               | Ten Commandments                                              | Cantonais                      | Album                                                 |
| 1994 | 時間地點人物                       | Time, Place, Person                                           | Cantonais                      | Nouvelles chansons + Greatest Hits                    |
| 1994 | 失憶                               | SAMMI                                                         | Cantonais                      | Album                                                 |
| 1995 | 其後                               | After                                                         | Cantonais                      | Album                                                 |
| 1995 | 捨不得你                           | Missing You                                                   | Cantonais                      | Album                                                 |
| 1995 | 是時候新舊對照18首                 | It's That Time...                                             | Cantonais                      | Greatest Hits                                         |
| 1996 | 放不低                             | Can't Let Go                                                  | Cantonais                      | Album                                                 |
| 1996 | 不要新舊對照17首                   | Don't Want...                                                 | Cantonais                      | Greatest Hits                                         |
| 1996 | 值得                               | Worth It                                                      | Mandarin                       | Album                                                 |
| 1996 | 濃情                               | Deep Passion                                                  | Cantonais                      | Album                                                 |
| 1996 | 是時候@不要新舊對照35首            | It's That Time@Don't Want...                                  | Cantonais                      | Greatest Hits                                         |
| 1997 | 鄭秀文X空間演唱會                  | Sammi X Live 96                                               | Cantonais                      | Album live                                            |
| 1997 | 為你等                             | Waiting For You                                               | Mandarin                       | Album                                                 |
| 1997 | 我們的主題曲                       | Our Theme Song                                                | Cantonais                      | Album                                                 |
| 1997 | 生活語言                           | The Language of Living                                        | Cantonais                      | Album                                                 |
| 1997 | 兩情相悅                           |                                                               | Cantonais                      | Collaboration avec Andy Hui                           |
| 1997 | 華納超極品音色系列                 | Warner Music Special                                          | Cantonais                      | Compilation avec divers artistes                      |
| 1998 | 鄭秀文1997演唱會                   | Sammi Star Show 1997                                          | Cantonais                      | Album live                                            |
| 1998 | Feel So Good                       | Feel So Good                                                  | Cantonais                      | Album                                                 |
| 1998 | 最好混音精選                       | The Best Remix Compilation                                    | Cantonais                      | Compilation de remix                                  |
| 1998 | 聽聞...                            | Listen To...                                                  | Cantonais                      | Album                                                 |
| 1999 | 愛情故事                           | Love Story Compilation                                        | Mandarin                       | Nouvelles chansons + Greatest Hits                    |
| 1999 | 我應該得到                         | I Deserve                                                     | Mandarin                       | Album                                                 |
| 1999 | 很愛很愛                           | Loving It                                                     | Cantonais                      | Album                                                 |
| 2000 | Sammi i Concert 1999               | Sammi i Concert 1999                                          | Cantonais                      | Album live                                            |
| 2000 | 多謝                               | Thank You                                                     | Cantonais                      | Nouvelles chansons + Greatest Hits                    |
| 2000 | 去愛吧                             | Go Love                                                       | Mandarin                       | Album                                                 |
| 2000 | Ladies First                       | Ladies First                                                  | Cantonais                      | Album                                                 |
| 2000 | 眉飛色舞                           |                                                               | Mandarin                       | Album                                                 |
| 2000 | Love Is...                         | Love Is...                                                    | Cantonais                      | Album                                                 |
| 2001 | 文歌與我                           | Sammi's Song and I                                            | Cantonais                      | Greatest Hits                                         |
| 2001 | 完整                               | Complete                                                      | Mandarin                       | Album                                                 |
| 2001 | 鄭秀文台北演唱會                   | Sammi in Concert (Taipei)                                     | Mandarin                       | Album live                                            |
| 2001 | 鄭秀文903拉闊演唱會2001            | Sammi RTHK 903 Music is Live                                  | Cantonais                      | Album live                                            |
| 2001 | Shocking Pink                      | Shocking Pink                                                 | Cantonais                      | Album                                                 |
| 2001 | 心水選擇                           | The Best Picks                                                | Cantonais                      | Greatest Hits                                         |
| 2001 | 溫柔                               | Tender                                                        | Cantonais                      | Album                                                 |
| 2002 | Shocking Colors Live 2001          | Shocking Colors Live 2001                                     | Cantonais                      | Album live                                            |
| 2002 | 捨得                               | Willing                                                       | Mandarin                       | Album                                                 |
| 2002 | 鄭秀文新曲+精選19首                | Nouvelles chansons + 19 Greatest Hits                         | Cantonais                      | Greatest Hits                                         |
| 2002 | Becoming...                        | Becoming...                                                   | Cantonais                      | Album                                                 |
| 2002 | 鄭秀文電影金曲精選                 | Sammi's Movie Theme Songs                                     | Cantonais/Mandarin             | Compilation                                           |
| 2002 | Wonder Woman                       | Wonder Woman                                                  | Cantonais                      | Album                                                 |
| 2002 | 電Party                            | Electric Party                                                | Cantonais/Mandarin Compilation | Compilation de remix                                  |
| 2003 | 美麗的誤會                         | A Beautiful Misunderstanding                                  | Mandarin                       | Album                                                 |
| 2003 | 完全擁有鄭秀文                     | The Complete Collection of Sammi Cheng                        | Cantonais                      | Greatest Hits                                         |
| 2004 | La La La                           | La La La                                                      | Cantonais                      | Album                                                 |
| 2004 | Sammi vs Sammi                     | Sammi vs Sammi                                                | Cantonais                      | Album                                                 |
| 2004 | Mi Century: 鄭秀文登峰造極世紀精選 | Mi Century: Sammi Cheng's Chart Topping Century Greatest Hits | Mandarin                       | Greatest Hits                                         |
| 2004 | Sammi VS Sammi 2004 演唱會         | Sammi VS Sammi 2004 Concert                                   | Cantonais                      | Album live                                            |
| 2006 |                                    | Sammi Ultimate Collection                                     | Cantonais/Mandarin             | Compilation                                           |
| 2007 | 鄭秀文Show Mi 07演唱會紀念精裝專輯 | Sammi Cheng 2007 Hong Kong Concert Souvenir Album             | Cantonis/Mandarin              | Album live                                            |
| 2007 | Show Mi鄭秀文2007演唱會            | Show Mi Sammi 2007 Concert                                    | Cantonis                       | Album live                                            |
| 2008 | 鄭秀文極品精選LPCD Mastering       | Sammi Cheng LPCD Mastering Collection                         | Cantonese                      | Greatest Hits                                         |
| 2009 | 東亞華星演唱會                     | East Asia Capital Artists Concert                             | Cantonese/Mandarin/English     | Album live                                            |
| 2009 | 信                                 | Faith                                                         | Cantonais/Mandarin/Anglais     | Album                                                 |
| 2010 | 望                                 | Hope                                                          | Cantonais/Mandarin             | Album                                                 |
| 2010 | 愛. Love Mi 演唱會                 | Love Mi Concert Live Karaoke                                  | Cantonais/Mandarin/Anglais     | Album live                                            |
| 2010 | 信者得愛                           | Faith (Mandarin version)                                      | Mandarin/Anglais               | Album                                                 |
| 2013 | 愛就是愛                           | Love is Love                                                  | Cantonis/Anglais               | Album                                                 |
| 2014 | -                                  | Miracle Best Collection                                       | Cantonis/Mandarin/Anglais      | Compilation                                           |

## Récompenses
Cheng détient le record de vente d'albums et de réception de prix de meilleure chanteuse de l'industrie de la cantopop de Hong Kong depuis ses débuts. De 1993 à 2010, elle a ainsi remporté un total de 12 prix de meilleure chanteuse, 14 prix des meilleures ventes pour une chanteuse locale et 7 de ses albums ont été meilleures ventes de l'année. Elle a également remporté trois fois le prix de l'artiste féminine la plus populaire de Hong Kong lors de la remise annuelle des Top Ten Jade Solid Gold Awards, a reçu le prix honorifique Lifetime Achievement de la chanteuse lors des Metro Radio Hits 2011 et a également reçu de nombreux prix récompensant la musique chinoise dans toute l'Asie.
- Nomination au prix de la meilleure nouvelle actrice lors des Hong Kong Film Awards 1993 pour Best of the Best.
- Nomination au prix de la meilleure chanson (Mut Kai) lors des Hong Kong Film Awards 1997 pour Feel 100%... Once More.
- Nomination au prix de la meilleure actrice et meilleure chanson (In the Line of Love) lors des Hong Kong Film Awards 2001 pour Needing You....
- Nomination au prix de la meilleure actrice lors du Golden Horse Film Festival 2002 pour My Left Eye Sees Ghosts.
- Prix de la meilleure chanson (Jung Sun May Lai) et nomination au prix de la meilleure actrice lors des Hong Kong Film Awards 2002 pour Love On a Diet, Fighting for Love et Wu Yen.
- Nomination au prix de la meilleure chanson pour Yesterday Once More (chanson: Yu Gor Nei Yau Si) et Magic Kitchen (chanson: Tiu Ching) lors des Hong Kong Film Awards 2005.
- Nomination au prix de la meilleure actrice lors des Hong Kong Film Awards 2006 pour Everlasting Regret.
- Hong Kong Film Award de la meilleure actrice en 2023 pour Lost Love